# Salsifis
Tragopogon
Pour les articles homonymes, voir Salsifis (homonymie).
Genre
Classification phylogénétique
Tragopogon, les salsifis, est un genre de plantes à fleurs appartenant à la famille des Astéracées (ou Composées). Il en existe diverses espèces sauvages, souvent méditerranéennes, mais on connaît surtout le salsifis cultivé (Tragopogon porrifolius), dont on consomme les racines cuites et les jeunes pousses en salade. La plupart des salsifis consommés actuellement appartiennent en fait au genre des scorsonères (Scorzonera), qui ont un goût similaire.
Le genre Tragopogon comprend environ 150 espèces originaires d'Eurasie.

## Terminologie

### Étymologie
De Candolle indique que le mot salsifi viendrait de l'italien sassefrica (« qui frotte les pierres ») et ajoute que ce sens n'aurait rien de raisonnable. 
Le terme latin « Tragopogon, -onis » vient du grec Tragopogon, formé de tragos, le bouc et pogon, la barbe par référence aux aigrettes barbues qui surmontent les fruits.

### Autres significations
Dans le parler lyonnais, le mot signifie « tresse de cheveux », en particulier celle de Guignol (qu'il nomme sarsifis). Dans le parler savoyard, il est appelé « scorsonère ».

### Le nom dans la culture
Le nom du salsifis est attribué au 11e jour du mois de brumaire du calendrier républicain ou révolutionnaire français, généralement chaque 1er novembre du calendrier grégorien (et trois jours après le 8 brumaire ou 29 octobre, jour de la scorsonère, autre plante dont le salsifis noir est usuellement une racine comestible).

## Caractéristiques du genre
- Plantes herbacées annuelles ou bisannuelles, à latex, originaires principalement d'Europe et d'Asie occidentale.
- Racine pivotante développée, généralement comestible.
- Feuilles entières et étroites, lancéolées ou linéaires, à extrémité aiguë.
- Fleurs ligulées réunies en capitules, d'une couleur variant du jaune au pourpre violet. Involucre formé d'une seule rangée de bractées (8 à 12) soudées à leur base, étroites, souvent plus longues que les ligules. Dans la plupart des espèces, le capitule ne s'ouvre que le matin, par temps ensoleillé.
- Fruits surmontés d'une aigrette constituée de poils plumeux.

- La fleur s'ouvre un matin de printemps (sur un temps de 45 minutes).

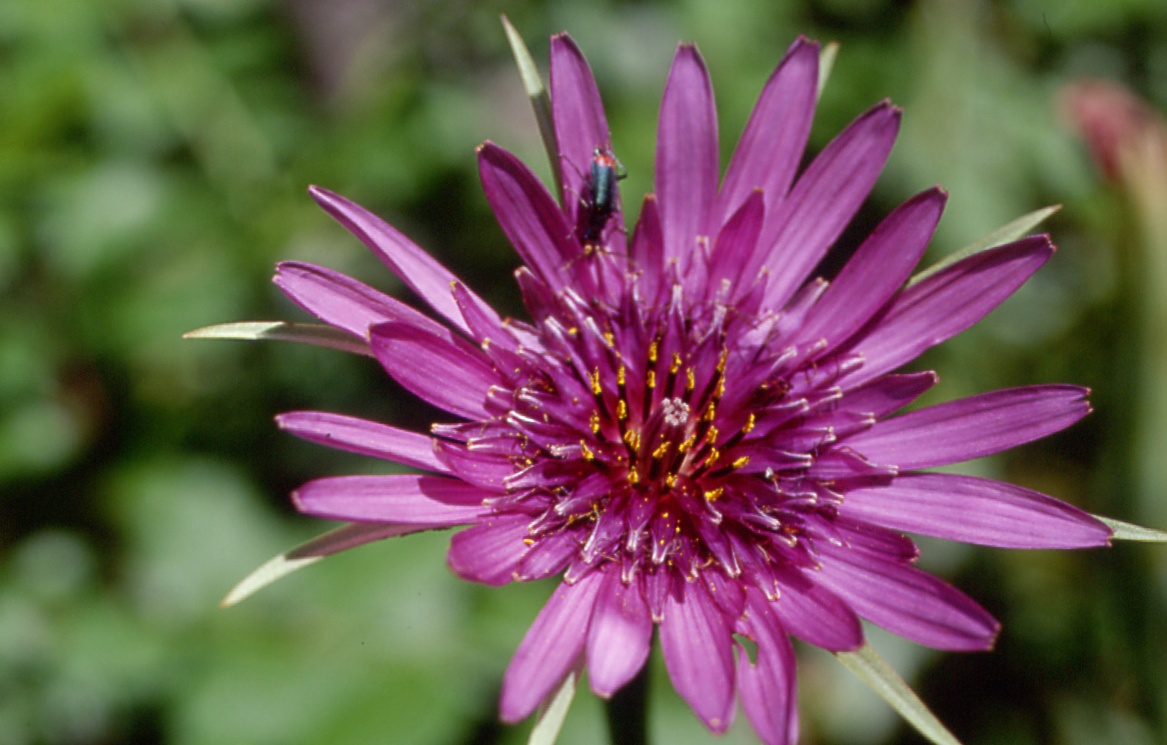
Tragopogon porrifolius.

## Principales espèces
- Tragopogon coelesyriacus Boiss.
- Tragopogon crocifolius, le salsifis à feuilles de crocus.
- Tragopogon dubius Scop. (synonyme : Tragopogon major Jacq.), le salsifis douteux.
- Tragopogon krascheninnikovii S. A. Nikitin
- Tragopogon porrifolius L., le salsifis cultivé ou salsifis à feuilles de poireau.
- Tragopogon pratensis L., le salsifis des prés.
- Tragopogon pusillus M. Bieb.
- Tragopogon ×mirus Ownbey